# Anders Melin (matematiker)
Anders Melin, född 1943, är en svensk matematiker. Han disputerade 1973 vid Lunds universitet på en avhandling om pseudodifferentialoperatorer. Han är sedan 1990 professor i matematik vid Lunds universitet och blev 2001 ledamot av Vetenskapsakademien.